# Enxó
A enxó é um instrumento composto por um cabo curto e curvo uma chapa de aço cortante. É usado por carpinteiros e tanoeiros para desbastar a madeira. É composto, ainda, por uma argola de metal, chamada «fuzil», com a qual o carpinteiro segura o ferro da enxó ao respectivo cabo. 
É empregue nas técnicas de desempeno, para endireitar as tábuas; de desencola, para branquear a tábua, tirando-lhe a carepa, que é a sujidade que se forma à flor da madeira; para desbaste das peças de madeira; para redondear peças; e para lavrar madeira.

## Etimologia
O substantivo feminino «enxó» provém do termo latino asciola, composto pelo étimo ascia «enxada de carpinteiro» e pelo sufixo -ola de sentido diminutivo.